# Quả kiên

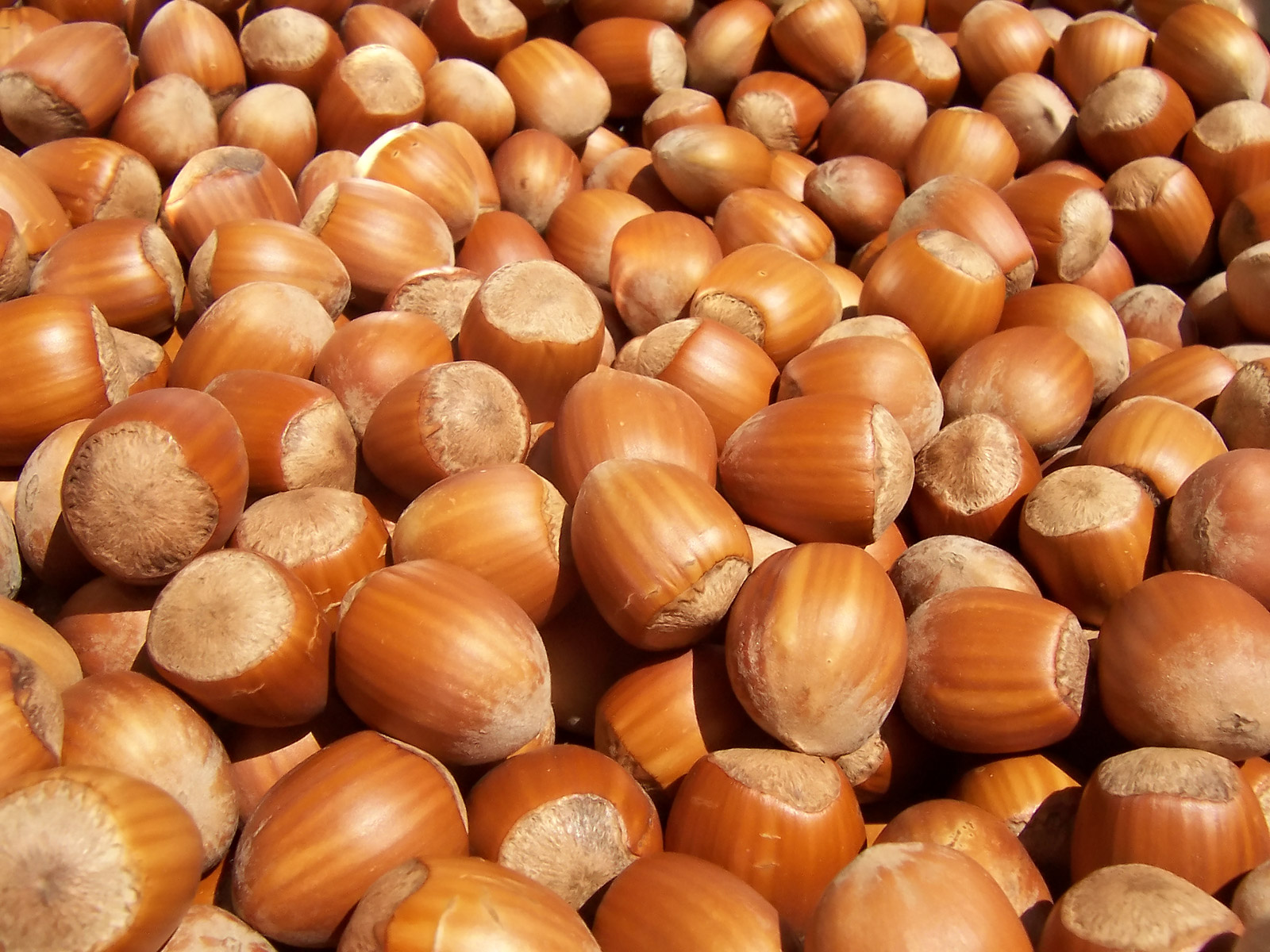
Quả phỉ

Quả kiên hay quả cứng hay hạt cứng là loại quả bao gồm một hạt và một vỏ cứng, lớp vỏ này sẽ không tự nứt ra để giải phóng hạt ở bên trong thoát ra (gọi là sự không nẻ hay không mở). Trong tiếng Anh, quả kiên được gọi là nut (nhưng một số từ điển và sách dịch nut là quả hạch) và chỉ những loại quả không nẻ và có vỏ khá cứng mới được coi là nut thực sự theo nghĩa thực vật học, nhưng trong lĩnh vực ẩm thực có nhiều loại quả khô khác cũng được gọi là nut như hạnh đào, Chi Óc chó...

## Định nghĩa thực vật học
Những loại quả kiên thật sự thuộc một số chi thực vật nằm trong Bộ Cử:
Bộ Cử (Fagales):
- Họ Cử (Fagaceae):
  - Dẻ gai (Fagus)
  - Dẻ Trùng Khánh (Castanea)
  - Sồi (Quercus)
  - Sồi đá (Lithocarpus)
  - Notholithocarpus (Notholithocarpus)
- Họ Bạch dương (Betulaceae)
  - Trăn (Carpinus)
  - Phỉ (Corylus)